# 亞瓦派縣

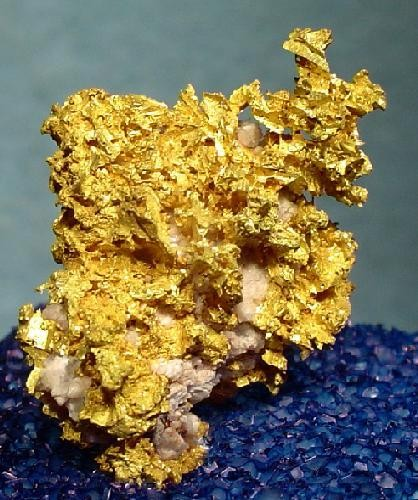
由亞瓦派縣的一個不知名礦坑中挖掘出來的金礦。大小：2.0 x 1.8 x 1.7厘米。

亞瓦派縣（英語：Yavapai County）是美国亞利桑那州中部的一個郡，面積21,051平方公里。根據2020年美國人口普查，人口23萬6,209人。亞瓦派縣的县治為普雷斯考特。

## 歷史
亞瓦派縣成立於1864年11月8日，是亞利桑那州原來的四個縣之一。縣名取名自原本居住於這一帶的亞瓦派人。
亞瓦派縣是由第一屆亞利桑那領地議會設立的初始四個亞利桑那州縣之一。亞瓦派縣原本的西面疆界為东经113°20'，南面疆界則為希拉河，而北面和東面疆界均為亞利桑那州與其他州份的邊界。此后不久，阿帕契縣、可可尼諾縣、馬里科帕縣、以及納瓦霍縣從亞瓦派縣中分割出來，使亞瓦派縣沒有與其他州份相連。而目前亞瓦派县的边界是于1891年劃分的。

## 地理
根據2000年人口普查，亞瓦派縣總面積為8,127.78平方英里（21,050.9平方），其中有4.48平方英里（11.6平方），即0.06%的土地為水域。亞瓦派縣是州中面積第七大的縣份，亦是美國面積第21大縣份。作為比较，亞瓦派縣的面積約等於新泽西州的93%面積。亞瓦派縣比美國三個州份的面積要大，分別是羅德島州、特拉华州和康乃狄克州。而华盛顿哥伦比亚特区亦比亞瓦派縣小。
亞瓦派縣的地形變化巨大，亞瓦派縣的地勢由南部海拔低的索诺兰沙漠急速提升至北部海拔高的科科尼諾高原 ，以及東部的莫戈隆边缘。亞瓦派縣海拔最高點為尤寧山，其海拔為7,979英尺（2,432米）。

### 主要公路
- 17號州際公路
- 40號州際公路
- 93号公路
- 州69号公路
- 州71号公路
- 州89号公路
- 州169号公路
- 州179号公路
- 州260号公路
- 州279号公路

### 毗邻县
- 莫哈維縣 - 西面
- 拉巴斯縣 - 西南面
- 馬里科帕縣 - 南面
- 希拉縣 - 東面
- 可可尼諾縣 - 東北面、東面

## 自然史
亞瓦派縣擁有無數植物物种和动物物种。例如，大量麻黃和金鸡菊属植物都可於亞瓦派縣內找到。亞瓦派縣也擁有不少身為近危物种的华盛顿棕榈。

## 人口
| 调查年                              | 人口    | 备注 | %±     |
| ----------------------------------- | ------- | ---- | ------ |
| 1870                                | 2,142   |      | —      |
| 1880                                | 5,013   |      | 134.0% |
| 1890                                | 8,685   |      | 73.2%  |
| 1900                                | 13,799  |      | 58.9%  |
| 1910                                | 15,996  |      | 15.9%  |
| 1920                                | 24,016  |      | 50.1%  |
| 1930                                | 28,470  |      | 18.5%  |
| 1940                                | 26,511  |      | −6.9%  |
| 1950                                | 24,991  |      | −5.7%  |
| 1960                                | 28,912  |      | 15.7%  |
| 1970                                | 36,733  |      | 27.1%  |
| 1980                                | 68,145  |      | 85.5%  |
| 1990                                | 107,714 |      | 58.1%  |
| 2000                                | 167,517 |      | 55.5%  |
| 2010                                | 211,073 |      | 26.0%  |
| 2011年估计                          | 211,888 |      | 0.4%   |
| U.S. Decennial Census 2011 estimate |         |      |        |

### 2010年代
根據2010年人口普查，亞瓦派縣的人口是由89.3%白人、0.6%黑人、1.7%土著、0.8%亞洲人、0.1%夏威夷原住民或太平洋岛民、2.5%混血、和5.0%其他種族构成。而西班牙裔或拉丁美洲人則佔人口13.6%。

### 2000年代
根據2000年人口普查，亞瓦派縣擁有167,517人口、70,171住戶和46,733家庭。亞瓦派縣的人口密度為每平方英里21人（每平方公里8人）。，而亞瓦派縣擁有81,730間房屋单位，密度為每平方英里10間（每平方公里4間）。亞瓦派縣的人口是由91.89%白人、0.39%黑人、1.60%土著、0.51%亞洲人、0.08%太平洋岛民、3.58%其他種族和1.95%混血构成。而西班牙裔或拉丁美洲人則佔人口9.78%。
在70,171住戶中，有23.80%擁有一個或以上的兒童（18歲以下）、55.00%為同居夫妻、8.10%為單親家庭、而有33.40%為非家庭，其中26.70%為獨居。平均每戶有2.33人，而平均每個家庭則有2.79人。在167,517居民中，有21.10%為18歲以下、7.10%為18至24歲、22.40%為25至44歲、27.40%%為45至64歲以及22.00%為65歲以上。人口的年齡中位數為44歲，而每100個女性就有96.20個男性。
亞瓦派縣的住戶收入中位數為$34,901，而一個家庭的收入中位數則為$40,910。男性的收入中位數為$30,738，而女性的則為$22,114。亞瓦派縣的人均收入為$19,727。約7.90家庭和11.90%人口收入在貧窮線以下。
根據2006年人口普查局的人口估計，亞瓦派縣擁有208,014人口。這代表亞瓦派縣自2000年人口已增長了24.2%。亞瓦派縣被美国人口普查局定義成蒲萊斯考特的都會區。

## 外部連結
- 亞瓦派縣官方網站 （页面存档备份，存于）